# WJEQ
Koordinaten: 40° 25′ 3″ N, 90° 36′ 51″ W
WJEQ (Branding: Classic 103) ist ein US-amerikanisches Lokalradio aus Macomb im US-Bundesstaat Illinois. Eigentümer und Betreiber des Classic-Rock-Radios ist die Prestige Communications Inc. WJEQ ist auf der UKW-Frequenz 102,7 MHz empfangbar.